# FK Guliston
FK Guliston (uzb. «Guliston» futbol klubi, ros. Футбольный клуб «Гулистан», Futbolnyj Kłub "Gulistan") – uzbecki klub piłkarski, mający siedzibę w mieście Guliston na zachodzie kraju. Założony w roku 1962.
W latach 1993, 1994, 2000, 2003 i 2013 występował w Oʻzbekiston PFL.

## Historia
Chronologia nazw:
- 1962–1990: Paxtachi Guliston (ros. «Пахтачи» Гулистан)
- 1991: Gulistonchi Guliston (ros. «Гулистончи» Гулистан)
- 1992–1993: Shifokor Guliston (ros. «Шифокор» Гулистан)
- 1994–2000: FK Guliston (ros. ФК «Гулистан»)
- 2001–2008: Sirdaryo Guliston (ros. «Сырдарья» Гулистан)
- 2009–...: FK Guliston (ros. ФК «Гулистан»)

Piłkarska drużyna Paxtachi została założona w miejscowości Guliston w 1962 roku. W 1969 zespół debiutował w Klasie B, strefie średnio-azjatyckiej Mistrzostw ZSRR. W 1981 zajął środkowe 11. miejsce w Drugiej Ligi, strefy 6, ale w następnym sezonie już nie występował w rozgrywkach profesjonalnych. Dopiero w 1991 jako Gulistonchi Guliston ponownie przystąpił do rozgrywek profesjonalnych, gdzie zajął 21. miejsce (z 26 drużyn) w Drugiej Niższej Lidze, strefie 9.
W 1992 przyjął nazwę Shifokor Guliston i debiutował w Pierwszej Lidze Uzbekistanu. Zajął pierwsze miejsce i awansował do Wyższej Ligi Uzbekistanu, w której występował przez dwa sezony. W 1994 zmienił nazwę na FK Guliston, ale zajął ostatnie 16. miejsce i spadł do Pierwszej Ligi. W 1999 klub nawet występował w Drugiej Lidze Uzbekistanu. 
Aby powrócić do Wyższej Ligi, przed rozpoczęciem sezonu 2000 klub połączył się z FK Yangiyer, który miał kłopoty finansowe, oraz zajął jego miejsce w Wyższej Lidze. Jednak taka fuzja też nie pomogła utrzymać w lidze - klub ulokował się na 18 pozycji (z 20 drużyn) i spadł do Pierwszej Ligi. W 2001 nastąpiła zmiana nazwy klubu na Sirdaryo Guliston, a w 2002 klub zdobył mistrzostwo Pierwszej Ligi i wrócił do Wyższej Ligi. Powrót był nieudany, tak jak zajął ostatnie 16. miejsce i wrócił do Pierwszej Ligi. W latach 2007–2009 przez 3 sezony ponownie grał w Drugiej Lidze. W 2008 wrócił do poprzedniej nazwy.
Od 2010 występuje w Pierwszej Lidze, z wyjątkiem 2013, kiedy to po raz kolejny "na rok wskoczył" do Wyższej Ligi. 

## Sukcesy

### Trofea międzynarodowe
Nie uczestniczył w rozgrywkach azjatyckich (stan na 31-05-2015).

### Trofea krajowe
| \| \| Zdobyte trofea w rozgrywkach Uzbekistanu (stan na: 31-05-2015) \| |                                                                |      |            |
| Rozgrywki                                                               | Osiągnięcie                                                    | Razy | Sezon(y)   |
| Mistrzostwo                                                             | I miejsce                                                      | 0    |            |
| Mistrzostwo                                                             | II miejsce                                                     | 0    |            |
| Mistrzostwo                                                             | III miejsce                                                    | 0    |            |
| Mistrzostwo                                                             | 13. miejsce                                                    | 1    | 2013       |
| Puchar                                                                  | zdobywca                                                       | 0    |            |
| Puchar                                                                  | finalista                                                      | 0    |            |
| Puchar                                                                  | 1/4 finału                                                     | 1    | 2013       |
| II liga                                                                 | I miejsce                                                      | 2    | 1992, 2002 |
| II liga                                                                 | II miejsce                                                     | 2    | 2011, 2012 |
| II liga                                                                 | III miejsce                                                    | 1    | 2010       |
| Uzbekistan                                                              | Zdobyte trofea w rozgrywkach Uzbekistanu (stan na: 31-05-2015) |      |            |

- Wtoraja liga ZSRR:
  - 8. miejsce w grupie: 1975

## Stadion
Klub rozgrywa swoje mecze domowe na stadionie Metalurg w Guliston, który może pomieścić 12,400 widzów.

## Piłkarze
Znani piłkarze:
- / Farhod Magometov
- Ibrohim Rahimov
- Aleksandr Sayun
- Alisher Tuychiev

## Trenerzy
...
- 1979:  Władimir Dziesiatczikow

...
- 1991–1993: / Riza Malaev

...
- 200?–20??:  Murad Atadjanov
- 2011:  Alexandr Lushin
- 2011:  Alexandr Mochinov
- 2012:  Zokhid Nurmatov
- 2012–...:  Bakhtiyor Ashurmatov